# Scapania ferruginea
Scapania ferruginea là một loài rêu tản trong họ Scapaniaceae. Loài này được (Lehm. & Lindenb.) Gottsche miêu tả khoa học lần đầu tiên năm 1844.